# Coleus scutellarioides
Coleus scutellarioides (denumire populară: mireasă, urzicuțe) este o specie de plantă din genul Coleus,  familia Lamiaceae.